# П'єрмаріо Морозіні
Пьєрмаріо Морозіні (*5 липня 1986, Бергамо — †14 квітня 2012, Пескара) — італійський футболіст, півзахисник. Останній клуб «Ліворно».
Помер на футбольному полі під час матчу з клубом «Пескара» від серцевого нападу.

## Біографія
Почав футбольну кар'єру в підлітковій команді клубу Polisportiva Monterosso, згодом перейшов до команди прем'єр-ліги «Аталанта» Бергамо, де через 10 років став чемпіоном Італії серед молодіжних команд[джерело?]. Після того, як застався круглим сиротою (мати померла в 2001, батька в 2003 р.), доглядав сестру і брата, котрі обидва зосталися інвалідами.
Провів 18 матчів у складі молодіжної збірної Італії (U-21). В «Ліворно» грав на правах оренди. Права на футболіста належали клубу «Удінезе».

## Смерть
14 квітня 2012, на 31-й хвилині зустрічі другого італійського дивізіону «Пескара» — «Ліворно» Морозіні кілька разів припадав на коліна і спробував знову встати, потім упав на газон і знепритомнів. Він був перенесений до машини швидкої допомоги, котра виїхала прямо на поле, і йому була надана перша медична допомога. Як повідомила пізніше італійська преса, Марозіні переніс серцевий напад у машині швидкої допомоги й помер дорогою до лікарні Пескари.